# Aeroporto Zorg en Hoop
O Aeroporto Zorg en Hoop é um aeroporto que serve a cidade de Paramaribo, capital do Suriname. As suas coordenadas são 5°48'40"N 55°11'29"W.

## Linhas aéreas e destinos
- Air Gum: Benzdorp, Cottica, Drietabbetje, Gakaba, Poesoegroenoe, Stoelmanseiland

- Trans Guiana Airways: Georgetown-Ogle

- Surinam Airways